# نبرد آریتا-ناکاایده
نبرد آریتا-ناکاایده (به ژاپنی: 有田中井手の戦) نبردی بود که در ولایت آکی در ژاپن در طی دوره سنگوکو رخ داد.